# Billete de cien colones costarricenses
El billete de 100 colones fue, desde 1914 y hasta 1997, un billete de colón costarricense de alto intermedio, usado durante el siglo XX.
Se ve caracterizado, en su anverso por el retrato del presidente Ricardo Jiménez Oreamuno y en su reverso, por una imagen del edificio de la Corte Suprema de Justicia de Costa Rica. Su color principal es el blanco, con contrastes verdes y azules.

## Anverso
El retrato del presidente Ricardo Jiménez Oreamuno, en color negro azulado, a la izquierda, protagoniza el billete. Jiménez es hasta la fecha la única persona que ha ocupado la silla máxima de los 3 Supremos Poderes de la República. 
A la derecha se muestra la leyenda "CIEN COLONES", al lado de la cual se encuentra  en color rojo la serie y debajo de la misma se encuentran las firmas del Presidente Ejecutivo y Gerente del Banco Central de Costa Rica.
En el extremo superior, se encuentra la fecha y debajo la ciudad de emisión.
En la parte inferior derecha se muestra la leyenda "BANCO CENTRAL DE COSTA RICA".
En las esquinas superior izquierda e inferior derecha se muestra de forma diagonalmente opuesta, el número "100" en fuente estilizada describe la denominación del billete. En sentido contrario a estas, se encuentra el número de serie en color rojo.
En el extremo izquierdo, bajo la serie, se encuentra el número de acuerdo de Junta Directiva.

## Reverso
Una imagen del edificio de la Corte Suprema de Justicia de Costa Rica, se muestra al centro del billete.
En la esquina superior izquierda se muestra la leyenda "CIEN COLONES".
En la parte inferior derecha se muestra la leyenda "BANCO CENTRAL DE COSTA RICA".
En las esquina inferior derecha, el número "100" en fuente estilizada, describe la denominación del billete.

## Historia
A través de la historia, han existido múltiples ediciones del billete de 100 colones, emitidas por diversos entes, con motivos y materiales diferentes.
Circuló hasta 1995, cuándo fue remplazado por una moneda de misma denominación. Su reemplazo fue gradual, mediante el cese de emisión y el canje voluntario de este por las nuevas monedas. Este cambio fue provocado por la rápida devaluación que tuvo el colón.  
Banco Internacional de Costa Rica
El Banco Internacional de Costa Rica fue desde 1914 hasta 1936 la institución encargada de la emisión monetaria en Costa Rica. Fue fundado en el gobierno de Alfredo González Flores y durante su existencia fungió las labores que hoy en día se le reconocerían a un banco central. En 1936 sería renombrado como Banco Nacional de Costa Rica y se seguiría encargando de la emisión monetaria del país hasta la fundación del Banco Central de Costa Rica, en 1950. 
El Banco Internacional de Costa Rica emitiría distintas ediciones del billete de 100 colones:
| |
| Anverso billete 100 colones, serie A, 1914, emitido por el Banco Internacional de Costa Rica, con la efigie de Cristobal Colón como protagonista |

|          |
| Reverso. |

| |
| Anverso billete 100 colones, serie C, 1917, emitido por el Banco Internacional de Costa Rica, con una imagen femenina como protagonista. |

|                                                         |
| Reverso con el escudo nacional de Costa Rica al centro. |

| |
| Anverso billete 100 colones, serie B, 1924, emitido por el Banco Internacional de Costa Rica, con una imagen femenina como protagonista. |

|         |
| Reverso |

| |
| Anverso billete 100 colones, serie B, 1924, emitido por el Banco Internacional de Costa Rica, con una imagen femenina como protagonista. |

|          |
| Reverso. |

| |
| Anverso billete 100 colones, serie D, 1933, con una imagen de una campesina recogiendo café en la finca del Dr. Eduardo Pinto como protagonista |

|          |
| Reverso. |

| |
| Anverso billete 100 colones, serie F, 1942, originalmente emitido por el Banco Internacional de Costa Rica, con una imagen de un jarrón indígena al centro. |

|          |
| Reverso. |

Banco Nacional de Costa Rica
El Banco Nacional de Costa Rica fue fundado en 1936, durante el gobierno de León Cortés Castro al renombrarse el hasta entonces conocido como Banco Internacional de Costa Rica. Siguió desempeñando las funciones como institución encargada de la emisión monetaria en Costa Rica y aquellas que hoy en día se le reconocerían a un banco central. En 1950 sería remplazado por el Banco Central de Costa Rica. 
El Banco Nacional de Costa Rica emitiría distintas ediciones del billete de 100 colones:
| |
| Anverso billete 100 colones, serie D, 1942, originalmente emitido por el Banco Internacional de Costa Rica, con una imagen de una campesina recogiendo café en la finca del Dr. Eduardo Pinto como protagonista y resellado como serie provisional del Banco Nacional de Costa Rica. |

|          |
| Reverso. |

| |
| Anverso billete 100 colones, serie G, 1947, con una foto de José María Castro Madriz como protagonista. |

|          |
| Reverso. |

Banco Central de Costa Rica
El Banco Central de Costa Rica fue fundado en 1950, durante el gobierno de Otilio Ulate Blanco al considerarse necesaria la creación de un banco central, que administrara la emisión monetaria de forma independiente a la administración del Banco Nacional de Costa Rica y con una autoridad superior a la del Departamento Emisor de este. Ha sido la institución encargada de la emisión monetaria de Costa Rica durante la Segunda República.
El Banco Central de Costa Rica emitiría distintas ediciones del billete de 100 colones:
| |
| Anverso billete 100 colones, serie G, 1947, originalmente emitido por el Banco Nacional de Costa Rica, con una foto de José María Castro Madriz como protagonista y resellado con serie provisional del Banco Central de Costa Rica |

|          |
| Reverso. |

|                                                                                       |
| Anverso billete 100 colones, serie A, 1960, con Rafael Mora Porras como protagonista. |

|          |
| Reverso. |

|                                                                                       |
| Anverso billete 100 colones, serie B, 1963, con Rafael Mora Porras como protagonista. |

|          |
| Reverso. |

|                                                                                             |
| Anverso billete 100 colones, serie C, 1970, con Ricardo Jiménez Oreamuno como protagonista. |

|          |
| Reverso. |

|                                                                                              |
| Anverso billete 100 colones, serie E, 1970, con Ricardo Jiménez Oreamuno como protagonista.* |

|  |
|  |

*Desde esta edición hasta la última el diseño del billete de 100 colones tuvo cambios mínimos.
Ediciones conmemorativas
Existen 1 edición conmemorativas del billete de 100 colones. Estas, se caracteriza por un sello circular, centrado a la derecha, con la descripción de la conmemoración.

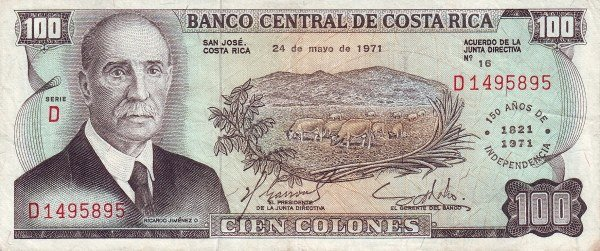
Edición alusiva al 150 aniversario de la independencia, 1971.